# Diggy Down
«Diggy Down» es una canción grabada por la cantante rumana Inna para su cuarto álbum de estudio homónimo (2015). Lanzada digitalmente el 15 de diciembre de 2014 por Empire Music y Roton, la pista contiene elementos de la canción de Marian Hill «Got It» (2014), por lo que el dúo estadounidense fue acreditado como artistas invitados. Escrita por Ilsey Juber, Marcel Botezan, Radu Bolfea y Sebastian Barac, y producida exclusivamente por Vlad Lucan, «Diggy Down» es una canción dance pop y R&B que líricamente presenta a Inna teniendo un «buen rollo» con su interés amoroso.
Un video musical para la canción fue subido el 9 de diciembre de 2014 al canal oficial de Inna en YouTube, y fue filmado por Michael Mircea en Bucarest, Rumania. El videoclip muestra a la cantante junto a un bailarín de respaldo interpretando una coreografía frente a diferentes fondos; se utilizó un efecto especial para duplicar algunos marcos. Tanto la canción como su video fueron aclamados por los críticos de música, y recibió una nominación en la categoría «Mejor Video» en los RRA Awards del 2016.
Comercialmente, el sencillo alcanzó el puesto número uno en la lista Airplay 100 de Rumania, permaneciendo en dicha posición durante siete semanas. También alcanzó las posiciones número tres y número 224 en Bulgaria y Rusia, respectivamente. En los Media Music Awards del 2015, una gala de premios rumana basada en la cobertura de radio y televisión de una canción, la pista fue galardonada como «Mejor Canción Dance». De manera adicional, Media Forest reveló que, según sus mediciones para el primer semestre de 2015, «Diggy Down» y su videoclip fueron los más reproducidos en la radio y televisión rumanas, respectivamente.

## Composición

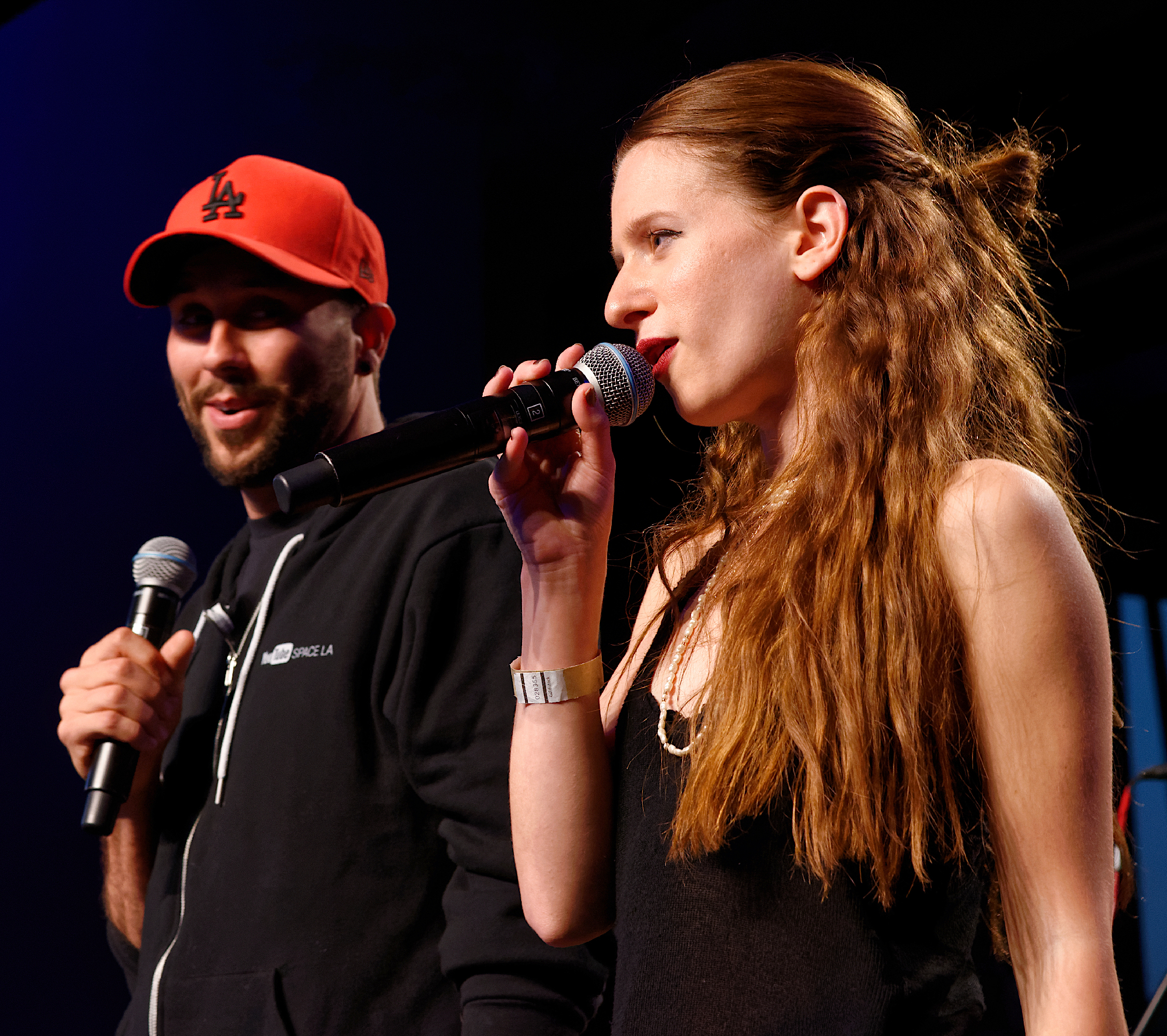
«Diggy Down» contiene elementos de la canción «Got It» (2014) de Marian Hill (en la imagen), por lo que el dúo estadounidense fue acreditado como artistas invitados en el sencillo.

«Diggy Down» fue escrita por Ilsey Juber, Marcel Botezan, Radu Bolfea y Sebastian Barac, mientras que la producción fue manejada exclusivamente por Vlad Lucan. La pista contiene elementos de la canción de Marian Hill «Got It» (2014), por lo que el dúo estadounidense fue acreditado como artistas invitados. El sencillo incorpora dance pop con influencias de R&B en su sonido. Según Kevin Apaza, del sitio web de música Direct Lyrics, la canción líricamente tiene a Inna «[amando] la forma en que su chico se mueve y [diciéndole] que ella está 'en buen rollo' para hacer lo que él quiera». Apaza también comparó las secuencias de saxofón en la pista con los trabajos del cantante estadounidense Jason Derulo.

## Recepción

### Crítica
Tras su lanzamiento, «Diggy Down» ha recibido comentarios positivos por parte de los críticos de música. Kevin Apaza, quien escribió para Direct Lyrics, la llamó «material digno de la radio Top 40» y «adecuada para la industria estadounidense». Además, la etiquetó como una «pista acompañada por un sexy saxofón», aunque expresó decepción de que Atlantic Records no haya promovido el sencillo en los Estados Unidos. El portal alemán Hitfire elogió la canción, y seleccionó las partes de saxofón como un punto destacado, mientras afirmaba que el resultado completo es diferente a los trabajos previos de Inna.

### Comercial
«Diggy Down» alcanzó el puesto número uno en la lista Airplay 100 de Rumania el 1 de marzo de 2015, permaneciendo en dicha posición durante un total de siete semanas. En Bulgaria, la pista experimentó éxito similar, alcanzando el número tres en la lista Singles Top 40 en su undécima semana; pasó once semanas consecutivas dentro del top 10. Mientras que estuvo presente en la lista búlgara durante un total de 22 ediciones, «Diggy Down» alcanzó la posición número 224 en la lista Tophit de Rusia.

### Reconocimientos
La pista fue galardonada como «Mejor Canción Dance» en los Media Music Awards del 2015, una gala de premios rumana basada en la cobertura de radio y televisión de una canción. De manera adicional, se reveló que—según las mediciones de Media Forest para el primer semestre de 2015—«Diggy Down» fue la canción más reproducida en la radio rumana. Su video musical también fue el videoclip más visto en la televisión rumana; recibió de 4,216 a 5,520 vistas en total.

## Video musical
El video musical de acompañamiento para «Diggy Down» fue precedido por un teaser subido el 20 de noviembre de 2014 al canal oficial de Inna en YouTube. Posteriormente, el videoclip oficial fue estrenado el 9 de diciembre de 2014 en la misma plataforma. Fue filmado por Michael Mircea en Bucarest, mientras que John Perez se desempeñó como director de fotografía.
El video empieza con dos gotas de agua cayendo en cámara lenta en agua burbujeante; un producto cosmético flota en él. Posteriormente, se muestra a Inna con una túnica blanca, realizando movimientos con la mano acompañada por un bailarín de fondo masculino quien luce unos calzoncillos negros. Después de esto, la cantante se arrodilla en el suelo mientras está rodeada de humo, con la siguiente escena del videoclip presentándola con un atuendo metálico y una peluca corta delante de un fondo diseñado con llamas que se muestra en la apertura. En el resto del video musical se ve a Inna y a su artista de respaldo bailando, con escenas intercaladas que retratan a la cantante junto con una serpiente. Se utilizó un efecto especial para duplicar algunos fotogramas del video.
Kevin Apaza de Direct Lyrics comparó la aparición «misteriosa» de Inna en el video con Cleopatra. Hitfire lo comparó positivamente con el sencillo «Buttons» (2006) del grupo estadounidense Pussycat Dolls. La publicación rumana Libertatea declaró que el videoclip enfatizaba las habilidades tanto vocales como físicas de la cantante, resultando en un «efecto máximo». La revista Star Gossip etiquetó el video musical como «exótico y un poco erótico», y un «ejercicio de la imaginación», notando además la ausencia de una trama. El video fue nominado en la categoría «Mejor Video» en los RRA Awards del 2015 junto con los videos musicales «A fost o nebunie» de Alina Eremia y «Avioane de hârtie» de Shift con Andra, en algún momento perdiendo a favor de este último.

## Presentaciones en vivo
«Diggy Down» estuvo presente en la lista de varios conciertos para promover el álbum de la cantante Inna y su edición japonesa Body and the Sun en Europa y Japón. La artista también presentó la canción en el Festival Alba Fest en Alba Iulia, Rumania, y en el World Trade Center Ciudad de México. En ambas ocasiones, ella además interpretó un cover de la canción de Justin Bieber «Love Yourself» (2015), y una versión acústica de su sencillo «Endless» (2011) en México. Inna cantó «Diggy Down» en vivo en un evento presentado por Los 40 Principales, donde estrellas como One Direction, The Vamps, David Bisbal, Birdy, Cris Cab y Wisin estuvieron presentes, y fue la encargada de abrir en Festival Untold en 2016.

## Formatos
Versiones oficiales
1. «Diggy Down» (radio edit version; feat. Marian Hill) – 3:14
2. «Diggy Down» (extended version; feat. Marian Hill) – 4:42
3. «Diggy Down» (embody remix; feat. Marian Hill) – 3:38
4. «Diggy Down» (piano version) – 2:48

## Posicionamiento en listas
| Bulgaria | Singles Top 40        | 3   |
| Moldavia | Media Forest          | 2   |
| Rumania  | Airplay 100           | 1   |
| Rumania  | Romania Radio Airplay | 1   |
| Rumania  | Romania TV Airplay    | 1   |
| Rusia    | Tophit                | 224 |

| Rumania | Airplay 100 | 3 |

## Lanzamiento

### Proceso
«Diggy Down» fue lanzado simultáneamente a las plataformas digitales europeas por Empire Music y Roton el 15 de diciembre de 2014. La pista estuvo disponible en los Estados Unidos el 24 de julio de 2015 por los mismos medios. Mientras que el lanzamiento en Europa incluyó una versión extendida del sencillo, la edición estadounidense incorporó una remezcla hecha por Embody. De manera adicional, una versión de «Diggy Down» con la colaboración del artista de reguetón puertorriqueño Yandel fue subida al canal oficial de Inna en Youtube el 11 de mayo de 2015, con escenas de él filmadas en París siendo añadidas al video musical de la canción.

### Historial
| Región         | Fecha                   | Formato          | Discográfica   |
| -------------- | ----------------------- | ---------------- | -------------- |
| Dinamarca      | 15 de diciembre de 2014 | Descarga digital | Empire • Roton |
| Alemania       | 15 de diciembre de 2014 | Descarga digital | Empire • Roton |
| Países Bajos   | 15 de diciembre de 2014 | Descarga digital | Empire • Roton |
| Rumania        | 15 de diciembre de 2014 | Descarga digital | Empire • Roton |
| Rusia          | 15 de diciembre de 2014 | Descarga digital | Empire • Roton |
| Suecia         | 15 de diciembre de 2014 | Descarga digital | Empire • Roton |
| Estados Unidos | 24 de julio de 2015     | Descarga digital | Empire • Roton |